# Clásicos de fútbol de Polonia
En la Ekstraklasa, la primera división del fútbol polaco, y en las divisiones inferiores del sistema de ligas de Polonia existen muchos partidos de gran rivalidad entre aficiones, conocidos popularmente como derbis. La mayoría de los derbis surgen debido a la proximidad geográfica de los clubes, aunque también pueden darse casos de rivalidades que se extienden más allá del deporte e involucran factores históricos o políticos entre ciudades y pueblos. Dichos enfrentamientos futbolísticos tienden a confrontar a los fanáticos y ultras más radicales de la escena hooligan polaca en combates cuerpo a cuerpo llamados ustawka, peleas preestablecidas antes del partido en las que participan hinchas de ambos equipos. Las relaciones entre los aficionados polacos se divide en cuatro categorías:
- Amistades (zgody) - alianzas entre dos grupos de aficiones, en las que sus integrantes acuden con frecuencia a los encuentros del otro equipo para mostrar su apoyo. Durante los partidos que enfrentan a los dos clubes no suele haber divisiones entre los aficionados locales y visitantes, situándose ambas hinchadas en la misma tribuna.
- Pactos (układy) - tratados provisionales de cooperación entre dos grupos de fanáticos, que usualmente terminan convirtiéndose a la larga en amistades formales. Suele seguir la máxima de «el enemigo de mi enemigo es mi amigo».
- Enemistades (kosy) - equipos rivales. Las rivalidades de los equipos con los que mantiene una alianza también son percibidas como enemistades.
- Neutrales - no hay una antipatía o simpatía específica hacia el otro club.

A continuación se expone un listado de los clásicos de fútbol disputados en Polonia, agrupados en clásicos nacionales (rivalidades entre equipos de distintas regiones), los principales derbis disputados en la Ekstraklasa y otras rivalidades menores.

## Clásicos nacionales

### Clásico de Polonia
Cualquier partido en el que el Legia de Varsovia se enfrente al Lech Poznań, Widzew Łódź o Wisła Cracovia recibe la apelación del Clásico de Polonia. Los cuatro clubes cuentan con un amplio número de seguidores y socios repartidos por todo el país, y por lo general tienden a estar entre los aspirantes al título liguero de la Ekstraklasa. La animosidad hacia el Legia se debe al hecho de que Varsovia es la capital y es percibida como la favorecida por parte de las autoridades.

### Silesia contra la capital
Górnik Zabrze o Ruch Chorzów contra el Legia de Varsovia. Los enfrentamientos no se limita a esos clubes, ya que la rivalidad futbolística abarca cualquier equipo de la capital como el Polonia Varsovia o el Gwardia Varsovia, así como otros equipos de Alta Silesia como el GKS Tychy, GKS Jastrzębie, Odra Wodzisław, Piast Gliwice, ROW Rybnik, Polonia Bytom o Szombierki Bytom. La región histórica de Silesia siempre se ha mantenido hostil hacia la capital, una rivalidad que también se refleja fuera del deporte, motivada por la explotación minera y la limpieza étnica que se produjo en el territorio silesio durante el gobierno comunista de la República Popular Polaca. Los dos clubes más exitosos de la región, el Górnik Zabrze y el Ruch Chorzów, disputaron con frecuencia el título de liga frente al Legia de Varsovia, especialmente en la segunda mitad del siglo XX. No obstante, cabe señalar que los clubes de la cuenca del Dąbrowa como el Zagłębie Sosnowiec no son considerados silesios a pesar de pertenecer a dicho voivodato, siendo denominado en su lugar gorole, literalmente «no silesio» en idioma silesio; este vocablo no guarda similitud con el grupo etnográfico de los górales, oriundos de la Silesia de Cieszyn.

### «La Gran Tríada» contra «Los Tres Reyes de las Grandes Ciudades»
Los fanáticos del Arka Gdynia, KS Cracovia y Lech Poznań comparten un pacto de amistad llamado «La Gran Tríada» (Wielka Triada), mientras que los aficionados hermanados del Lechia Gdańsk, Śląsk Wrocław y Wisła Cracovia adoptaron la denominación de «Los Tres Reyes de las Grandes Ciudades» (Trzej Królowie Wielkich Miast, abreviado como TKWM). Los partidos que enfrentan a un equipo de cada alianza suelen recibir bastante cobertura a nivel nacional. Tras la salida del Wisła, varios equipos han pasado a ser considerados el tercer integrante de la coalición de «Los Tres Reyes de las Grandes Ciudades», entre ellos el Elana Toruń, el Widzew Łódź y el Ruch Chorzów.

### Otros derbis entre coaliciones
Si bien la mayoría de los fanáticos tienen sus propias alianzas y amistades específicas entre dos clubes, hay casos de hermanamientos de tres o incluso de cuatro equipos. Además de «La Gran Tríada» y «Los Tres Reyes de las Grandes Ciudades», sobresalen otras como:
- Legia de Varsovia, Zagłębie Sosnowiec y Olimpia Elbląg
- ŁKS Łódź, Zawisza Bydgoszcz y GKS Tychy
- Arka Gdynia, Zagłębie Lubin y Polonia Bytom[10]
- Arka Gdynia, KSZO Ostrowiec Świętokrzyski y Lech Poznań[10]
- Motor Lublin, Górnik Łęczna, Hetman Zamość y Chełmianka Chełm. A menudo apodados la «Coalición del Este» o la «Horda Oriental» (Wschodnia Horda) por los medios de comunicación, debido a que los cuatro clubes se sitúan en el voivodato de Lublin, al este del país.[11][12]
- Zawisza Bydgoszcz, Górnik Wałbrzych y GKS Tychy
- GKS Tychy, KS Cracovia y Sandecja Nowy Sącz
- Stomil Olsztyn, Hutnik Cracovia y Wisła Płock

## Grandes derbis de ciudades

### Cracovia
Wisła Cracovia vs KS Cracovia
Considerada generalmente como la rivalidad más fuerte entre equipos de una misma ciudad, el encuentro entre el Wisła Cracovia y el KS Cracovia ha sido catalogado como uno de los enfrentamientos más intensos del fútbol europeo. Ambos clubes disputaron su primer derbi el 20 de septiembre de 1908, dos años después de la fundación de cada equipo, finalizando el partido amistoso en empate a 1. Desde entonces, la «Guerra Santa de Cracovia» (Święta Wojna) se ha jugado en más de cien ocasiones, siendo el Wisła el equipo con mayor cantidad de partidos ganados. Otros clubes cracovianos como el Garbarnia Cracovia o el Wawel Cracovia disputan entre sí el llamado «Pequeño Derbi de Cracovia».

### Varsovia
Legia de Varsovia vs Polonia Varsovia
Disputado por primera vez en 1921, enfrenta a los dos clubes más importantes de la capital, el Legia de Varsovia y el Polonia Varsovia. El último derbi disputado entre el Legia y el Polonia tuvo lugar el 30 de marzo de 2013, durante la temporada 2012/13, antes del descenso administrativo del Polonia Varsovia a la III Liga. Cada equipo ha ganado un total de 29 partidos. Antes de la irrupción del Polonia Varsovia en la Ekstraklasa, el partido entre el Legia y el Gwardia Varsovia recibía el título del «Derbi de Varsovia».

### Gran Derbi de Silesia
Górnik Zabrze vs Ruch Chorzów
El derbi entre el Górnik Zabrze y el Ruch Chorzów, a menudo llamado el «Gran Derbi de Silesia» (Wielkie Derby Śląska), es la rivalidad futbolística más contestada entre los dos clubes silesios más exitosos del fútbol polaco. Ambos equipos se han proclamado campeones de liga en 14 ocasiones, enfrentándose mutuamente en más de 120 partidos. Son partidos a los que acude bastante público, celebrándose en ocasiones en el Estadio de Silesia, el segundo recinto deportivo más grande del país tras el Estadio Nacional de Varsovia.

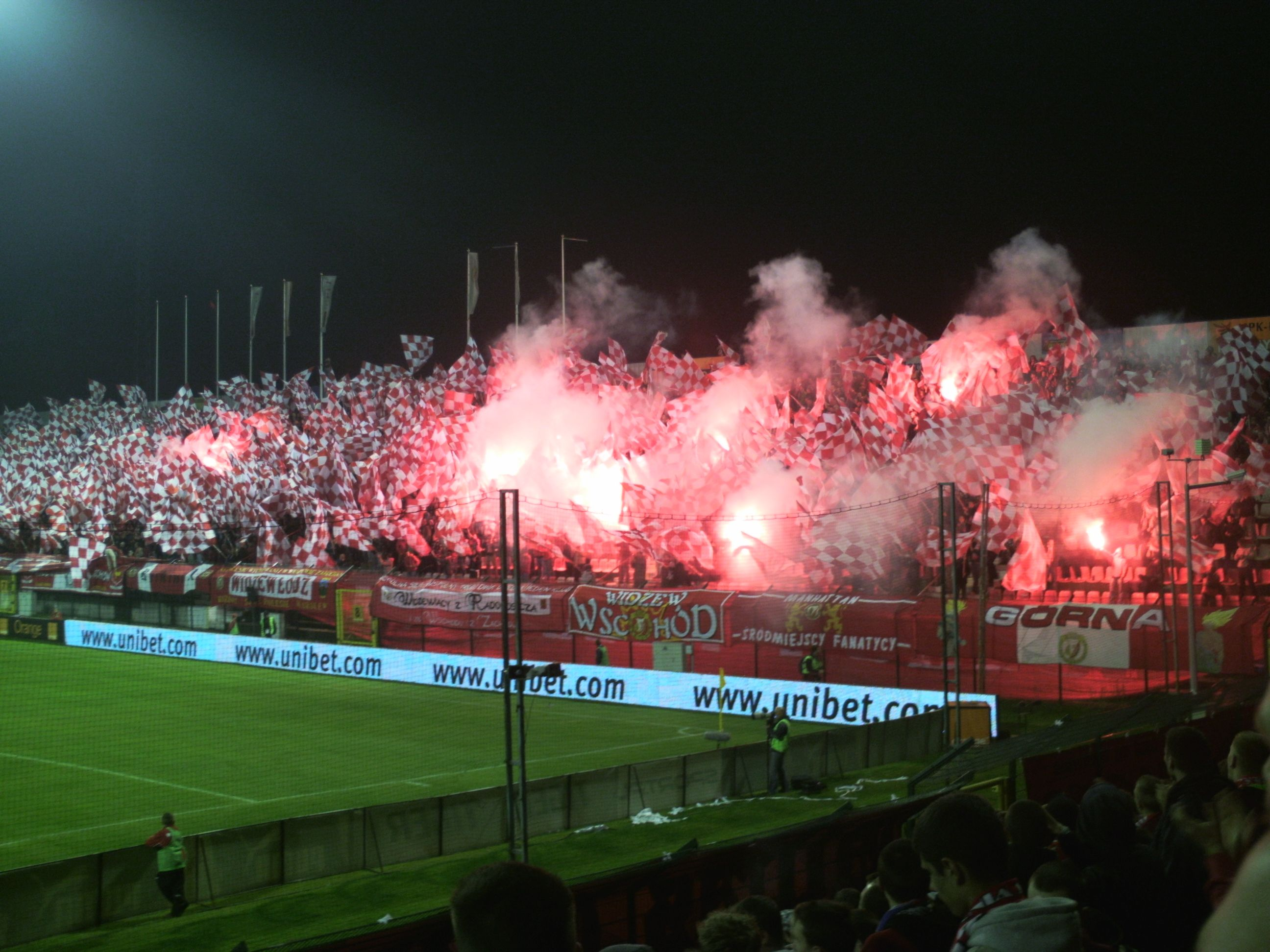
Ultras del Widzew Łódź durante un encuentro en casa contra el ŁKS (2007).

### Łódź
ŁKS Łódź vs Widzew Łódź
Uno de los derbis más intensos, jugado por primera vez en 1926.

### Triciudad
Arka Gdynia vs Lechia Gdańsk
El Arka Gdynia y el Lechia Gdańsk son los equipos más representativos de la Triciudad, el área metropolitana que aglomera las urbes de Gdańsk, Gdynia y Sopot, en el norte de Polonia. De los 44 encuentros disputados, el resultado es favorable para el Lechia con 17 victorias conseguidas. Anteriormente, los partidos entre el Arka y el Bałtyk Gdynia también eran considerados el «Derbi de la Triciudad», actualmente reducidos al título del «Derbi de Gdynia».

## Otros derbis de ciudades
Este es un listado de todos los derbis y clásicos disputados en la máxima categoría del fútbol polaco, exceptuando la rivalidad entre el Resovia Rzeszów y el Stal Rzeszów.
- Derbi de Baja Silesia entre el Śląsk Wrocław y el Zagłębie Lubin.[23] Los dos equipos más populares del voivodato de Baja Silesia, ambos campeones de la Ekstraklasa.
- Derbi de Bydgoszcz entre el Polonia Bydgoszcz y el Zawisza Bydgoszcz.[24] El primer partido oficial jugado entre ambos clubes tuvo lugar en 1948.
- Derbi de Bytom entre el Polonia Bytom y el Szombierki Bytom.[25][26][27][28] El Polonia Bytom se ha proclamado campeón de liga en dos ocasiones (1954 y 1963), seguido del Szombierki con un único título cosechado en 1980.
- Derbi de Chorzów o «Guerra Santa Silesia», entre el Ruch Chorzów y el AKS Chorzów. Un derbi histórico que se disputó especialmente en el periodo de la Polonia de entreguerras.[29]
- Derbi de Gdynia entre el Arka Gdynia y el Bałtyk Gdynia.[30] Es la rivalidad más antigua de la Triciudad, remontándose al primer partido amistoso transcurrido en 1931.
- Derbi de Lwów entre los extintos Pogoń Lwów y Czarni Lwów. Fue uno de los clásicos más prestigiosos, populares y antiguos del fútbol polaco antes del estallido de la Segunda Guerra Mundial. Concluido el conflicto bélico, la ciudad de Leópolis pasó a formar parte de República Socialista Soviética de Ucrania, desapareciendo ambos equipos de fútbol. En total, el Pogoń y el Czarni Lwów se enfrentaron en 28 ocasiones, por primera vez en un partido amistoso en 1907.[31]
- Derbi de Poznań entre el Lech Poznań y el Warta Poznań.[32][33] A diferencia de otros derbis locales, el Derbi de Poznań es de los pocos donde no hay tensiones entre ambos grupos de aficionados, debido al hecho de que gran parte de los hinchas animan a los dos equipos. Mientras que el Warta gozó de su época dorada durante la década de 1920, ganando su última liga en 1947, el Lech ascendió por primera vez en la Ekstraklasa en 1948 y levantó su primer título en 1983.
- Derbi de Szczecin entre el Pogoń Szczecin y el Arkonia Szczecin. Jugado por última vez en 1981.
- Derbi de Rzeszów entre el Resovia Rzeszów y el Stal Rzeszów.[34][35] El encuentro entre ambos clubes de la capital del voivodato de Subcarpatia acumula más de ochenta partidos oficiales, aunque ninguno disputado en primera división. No obstante, es bastante seguida a nivel nacional.

## Rivalidades regionales

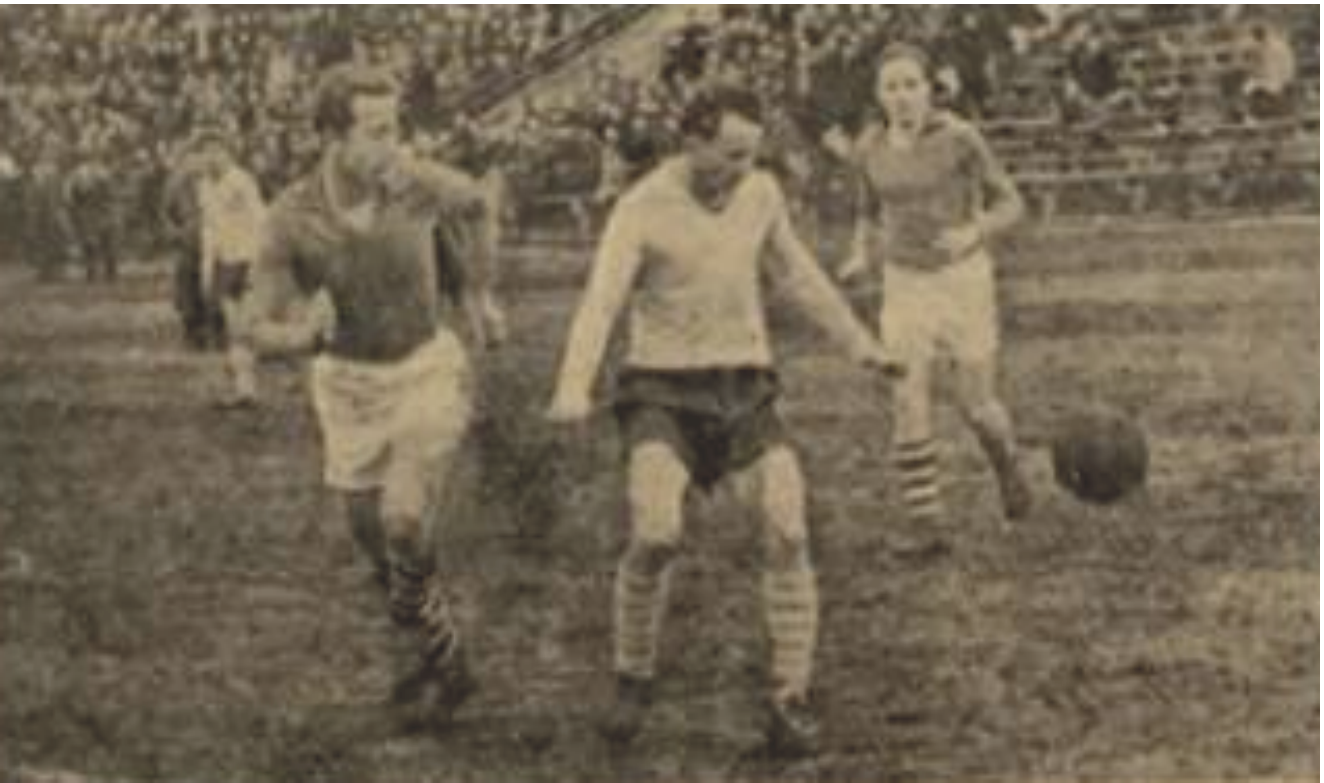
Duelo entre el KS Lublinianka y el Motor Lublin (1960).

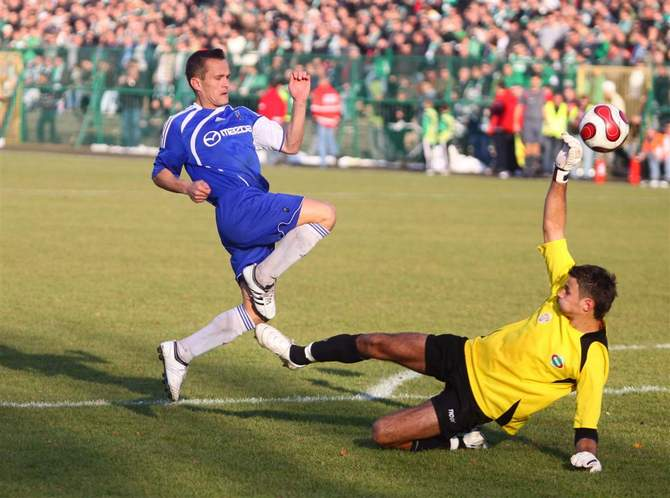
Duelo entre el Radomiak Radom y el Broń Radom (2010).

A continuación se detallan otras rivalidades regionales de menor calibre dentro del fútbol polaco, pero igualmente contestadas por parte de la afición. Algunas son a nivel local, como los derbis de Częstochowa o Katowice, mientras que otros corresponden a la organización territorial del país en función de sus voivodatos, enfrentando a los clubes más exitosos dentro del voivodato de Gran Polonia, del de Santa Cruz o de Opole, por ejemplo.
- Derbi del Cobre entre el Miedź Legnica y el Zagłębie Lubin.
- Derbi de Częstochowa entre el Raków Częstochowa y el Skra Częstochowa.
- Derbi de Elbląg entre el Olimpia Elbląg y el Concordia Elbląg.
- Derbi de Gdańsk entre el Lechia Gdańsk, el Gedania Gdańsk y el Stoczniowiec Gdańsk.
- Derbi del voivodato de Gran Polonia entre el Lech Poznań y el Dyskobolia Grodzisk Wielkopolski.
- Derbi de Katowice entre el GKS Katowice y el Rozwój Katowice.
- Derbi de Kielce entre el Korona Kielce y el Błękitni Kielce.
- Derbi de Lublin entre el Motor Lublin y el KS Lublinianka.
- Derbi del voivodato de Santa Cruz entre el Korona Kielce y el KSZO Ostrowiec Świętokrzyski.
- Derbi del voivodato de Opole entre el Odra Opole y el MKS Kluczbork.
- Derbi del norte de Baja Silesia entre el Chrobry Głogów, el Miedź Legnica y el Zagłębie Lubin.
- Derbi de Podcarpacia entre el Siarka Tarnobrzeg y el Stal Stalowa Wola.
- Derbi de Przemyśl entre el Czuwaj Przemyśl y el Polonia Przemyśl.
- Derbi de Radom entre el Radomiak Radom y el Broń Radom.
- Derbi de Tarnów entre el Tarnovia Tarnów y el Unia Tarnów.
- Derbi de Wałbrzych entre el Zagłębie Wałbrzych y el Górnik Wałbrzych.
- Derbi de Wrocław entre el Śląsk Wrocław y el Ślęza Wrocław.